# 理查德·沃利瓦
理查德·沃利瓦（英語：Richard Voliva，1912年10月18日—1999年），美国男子摔跤运动员。他曾代表美国参加1936年夏季奥林匹克运动会摔跤比赛，获得男子自由式中量级银牌。